# Angel Delight
Albums de Fairport Convention
Full House
(1970) "Babbacombe" Lee
(1971)
Angel Delight est le sixième album studio du groupe de folk rock britannique Fairport Convention. Il est sorti en 1971 sur le label Island Records.
Le départ du guitariste Richard Thompson fait de son homologue Simon Nicol (en) le dernier membre fondateur du groupe encore présent.

## Fiche technique

### Chansons
| 1. | Lord Marlborough           | traditionnel arrangé par Fairport Convention | 3:27 |
| 2. | Sir William Gower          | traditionnel arrangé par Fairport Convention | 5:00 |
| 3. | Bridge over the River Ash  | traditionnel arrangé par Fairport Convention | 2:15 |
| 4. | Wizard of the Worldly Game | Simon Nicol (en), Dave Swarbrick (en)        | 4:08 |
| 5. | The Journeyman's Grace     | Richard Thompson, Dave Swarbrick             | 4:35 |

| 6.  | Angel Delight                                                              | Simon Nicol, Dave Swarbrick, Dave Pegg, Dave Mattacks | 4:10 |
| 7.  | Banks of the Sweet Primroses                                               | traditionnel arrangé par Fairport Convention          | 4:15 |
| 8.  | Instrumental Medley: The Cuckoo's Nest / Hardiman the Fiddler / Papa Stoor | traditionnel arrangé par Fairport Convention          | 3:28 |
| 9.  | The Bonny Black Hare                                                       | traditionnel arrangé par Fairport Convention          | 3:08 |
| 10. | Sickness & Diseases                                                        | Richard Thompson, Dave Swarbrick                      | 3:47 |

La réédition remasterisée de Full House parue chez Island en 2004 comprend un titre bonus.
| 11. | The Journeyman's Grace (version enregistrée pour la BBC avec Richard Thompson) | Richard Thompson, Dave Swarbrick | 3:53 |

### Musiciens

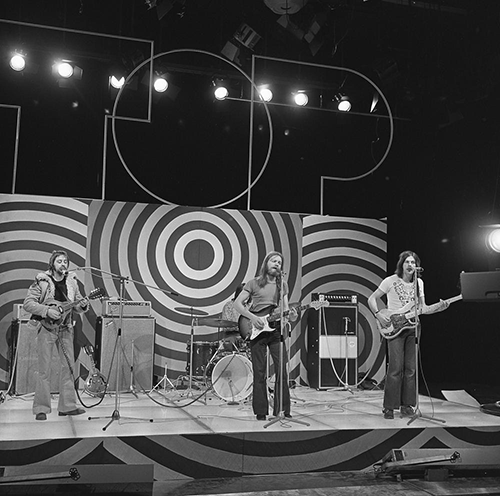
Fairport Convention sur le plateau de l'émission de télévision TopPop le 11 février 1972.

- Dave Swarbrick (en) : chant, violon, mandoline
- Dave Pegg : chant, basse, violon, alto
- Dave Mattacks : chant, batterie, piano, basse
- Simon Nicol (en) : chant, guitare, basse, alto, dulcimer

### Équipe de production
- John Wood (en) : producteur, ingénieur du son
- Roberta Nicol : photographie

### Classements et certifications
| Pays (classement)             | Meilleure position |
| ----------------------------- | ------------------ |
| États-Unis (Billboard 200)    | 200                |
| Royaume-Uni (UK Albums Chart) | 8                  |